# Décès en avril 2005
Décès
- 2001
- 2002
- 2003
- 2004
- 2005
- 2006
- 2007
- 2008
- 2009

Pour une information complémentaire, voir la page d'aide.

| Date      | Nom                           | Activités                                                                                              | Âge | Source |
| --------- | ----------------------------- | --- | --- | ------ |
| 1er avril | André Truong                  | ingénieur français                                                                                     | 69  |        |
| 2 avril   | Jean-Paul II                  | pape polonais                                                                                          | 84  |        |
| 2 avril   | Nasri Maalouf                 | homme politique libanais                                                                               | 94  |        |
| 2 avril   | Philémon De Meersman          | coureur cycliste belge                                                                                 | 90  |        |
| 2 avril   | Jacques Rabemananjara         | écrivain et homme politique malgache                                                                   | 91  |        |
| 3 avril   | Blanchette Brunoy             | actrice française                                                                                      | 86  |        |
| 3 avril   | Jef Eygel                     | Basketteur international belge.                                                                        | 72  |        |
| 3 avril   | Kader Firoud                  | footballeur algéro-français reconverti entraîneur                                                      | 85  | (en)   |
| 4 avril   | Jacques Chauviré              | écrivain français                                                                                      | 90  |        |
| 4 avril   | Jean-Marie Courtin            | footballeur français                                                                                   | 69  |        |
| 5 avril   | Saul Bellow                   | auteur canadien, prix Nobel 1976                                                                       | 89  |        |
| 5 avril   | Jacques Poitrenaud            | réalisateur français                                                                                   | 82  |        |
| 6 avril   | Rainier III                   | prince de Monaco                                                                                       | 81  |        |
| 6 avril   | Fatna Bent Lhoucine           | chanteuse marocaine                                                                                    | 70  |        |
| 6 avril   | André Luy                     | organiste suisse                                                                                       | 78  |        |
| 6 avril   | Gerrit Peters                 | coureur cycliste néerlandais                                                                           | 84  |        |
| 7 avril   | Odile Grand                   | journaliste français                                                                                   | 74  |        |
| 8 avril   | Cliff Allison                 | pilote automobile (Formule 1) britannique                                                              | 73  |        |
| 8 avril   | Maurice Lafont                | Footballeur international français devenu entraîneur.                                                  | 77  |        |
| 8 avril   | Yoshitaro Nomura              | réalisateur japonais                                                                                   | 85  |        |
| 9 avril   | Andrea Dworkin                | auteur et polémiste féministe américaine                                                               | 58  |        |
| 10 avril  | Norbert Brainin               | violoniste autrichien                                                                                  | 82  |        |
| 10 avril  | Jorge Sobral                  | figure du tango chanté argentin                                                                        | 73  |        |
| 11 avril  | André François                | peintre français                                                                                       | 89  |        |
| 11 avril  | Maurice Hilleman              | biologiste américain                                                                                   | 85  |        |
| 11 avril  | Lucien Laurent                | Footballeur français.                                                                                  | 97  |        |
| 12 avril  | Odile Grand                   | journaliste française                                                                                  | 74  |        |
| 13 avril  | Johnnie Johnson               | pianiste rock américain                                                                                | 80  |        |
| 13 avril  | Ricardo Mercado Luna          | écrivain, juriste, constitutionnaliste, homme politique, enseignant, journaliste et historien argentin | 72  | (es)   |
| 13 avril  | Philippe Volter               | acteur belge                                                                                           | 46  |        |
| 14 avril  | John Fred                     | musicien et chanteur américain                                                                         | 63  | (en)   |
| 14 avril  | Olivier Merlin                | journaliste français                                                                                   | 97  |        |
| 14 avril  | Bernard Schultze              | peintre allemand                                                                                       | 89  |        |
| 15 avril  | Art Cross                     | pilote automobile (Formule 1) américain                                                                | 87  |        |
| 16 avril  | Jean Pons                     | peintre, artiste de collage, graveur, illustrateur et sculpteur français                               | 92  |        |
| 17 avril  | Juan Pablo Torres             | musicien cubain                                                                                        | 59  |        |
| 18 avril  | François Bouché               | sculpteur français                                                                                     | 80  |        |
| 19 avril  | Paul Buisson                  | journaliste sportif canadien                                                                           | 41  |        |
| 19 avril  | George Cosmatos               | réalisateur canadien                                                                                   | 64  |        |
| 19 avril  | Stan Levey                    | jazzman américain                                                                                      | 80  |        |
| 19 avril  | Niels-Henning Ørsted Pedersen | jazzman danois                                                                                         | 58  |        |
| 20 avril  | Fumio Niwa                    | écrivain japonais                                                                                      | 100 |        |
| 21 avril  | Feroze Khan                   | Joueur de hockey sur gazon pakistanais.                                                                | 100 | (en)   |
| 22 avril  | Norman Bird                   | acteur anglais                                                                                         | 80  | (en)   |
| 23 avril  | Sir John Mills                | acteur britannique                                                                                     | 97  |        |
| 24 avril  | Ezer Weizman                  | ancien président israélien                                                                             | 81  |        |
| 25 avril  | Claude Lorieux                | journaliste français                                                                                   | 68  |        |
| 25 avril  | John Love                     | pilote automobile (Formule 1) rhodésien                                                                | 90  |        |
| 26 avril  | Hasil Adkins                  | musicien de country, rock 'n' roll, blues américain                                                    | 67  |        |
| 26 avril  | Augusto Roa Bastos            | écrivain paraguayen                                                                                    | 88  |        |
| 26 avril  | Ana Garcia de Cuenca          | Femme de lettres espagnole                                                                             |     |        |
| 26 avril  | Philip Morrison               | astrophysicien américain                                                                               | 89  |        |
| 26 avril  | Maria Schell                  | actrice autrichienne                                                                                   | 79  |        |
| 28 avril  | Percy Heath                   | musicien américain                                                                                     | 81  |        |
| 29 avril  | William J. Bell               | créateur et producteur de la série « Les Feux de l'amour »                                             | 78  |        |